# Gary Goodridge
Gary Henry Goodridge (ur. 17 stycznia 1966) – kanadyjski armwrestler, zawodnik mieszanych sztuk walki (MMA) i K-1 pochodzący z Trynidadu i Tobago.

## Sportowa kariera
Do Kanady wyemigrował w 1972 roku. W latach 80. i 90. był jednym z najlepszych armwresltlerów świata, zdobywając 11 tytułów mistrza Kanady i 9 mistrza globu. Uprawiał również z sukcesami boks, był członkiem kanadyjskiej kadry narodowej.

### Mieszane sztuki walki
Karierę w profesjonalnym MMA zaczynał w Ultimate Fighting Championship. Zadebiutował w lutym 1996 roku na turnieju UFC 8. Doszedł w nim do finału, w którym przegrał przez poddanie z Donem Fryem. W grudniu wystartował również w UFC 10 – odpadł w półfinale w walce z Markiem Colemanem.
6 czerwca 1997 wygrał brazylijski turniej vale tudo International Vale Tudo Championship (IVC). Jeszcze w tym samym roku w październiku wystąpił na pierwszej w historii gali PRIDE FC, nokautując rosyjskiego mistrza sambo Olega Taktarowa. Z organizacją tą był związany przez niemal 6 lat, do 2003 roku. W latach 2005–2007 występował w Hero’s. Od 2008 roku był wolnym agentem.

### K-1
Pierwsze dwie walki w organizacji K-1 (obie przegrane) stoczył w 1999 roku. Regularne występy rozpoczął dopiero od sierpnia 2002 roku, kiedy sensacyjnie znokautował Mike’a Bernardo (kilka miesięcy później sam został przez niego znokautowany w kontrowersyjnej walce rewanżowej).
Dwukrotnie wystąpił w walce rezerwowej podczas Finału K-1 World GP: w 2004 roku znokautował Cyrila Abidi, a w 2005 przegrał z Glaube Feitosą.
Największy sukces w K-1 odniósł w lipcu 2005 roku, gdy zwyciężył w turnieju K-1 World GP na Hawajach. Pokonał wtedy wszystkich trzech rywali przed czasem (w finale Yūsuke Fujimoto).
Po raz ostatni wystąpił dla K-1 w sierpniu 2007 roku, gdy został znokautowany w Hongkongu przez Choi Hong-mana.

### Schyłek
Od marca 2007 roku nie zdołał wygrać żadnej z 16 swoich kolejnych walk (1 remis i 15 porażek). Po raz ostatni wystąpił w grudniu 2010 roku w Bułgarii, gdy został znokautowany w walce MMA. Liczne ciosy w głowę i nokauty, których doznał w trakcie swej kariery (w sumie został znokautowany co najmniej 24 razy), ciężko odznaczyły się na jego zdrowiu. Cierpi m.in. na encefalopatię bokserską.

## Osiągnięcia
Kick-boxing:
- 2006: K-1 World GP w Las Vegas – 2. miejsce
- 2005: K-1 World GP na Hawajach – 1. miejsce
- 2004: K-1 World GP w Las Vegas (GP USA) – 2. miejsce

Mieszane sztuki walki:
- 1997: IVC 1 – 1. miejsce
- 1996: UFC 8 – 2. miejsce